# Cuba nos Jogos Olímpicos de Verão de 1996
Cuba participou dos Jogos Olímpicos de Verão de 1996 em Atlanta, Estados Unidos.
988